# 타비 엘마
타비 엘마(에스토니아어: Taavi Eelmaa, 1971년 6월 15일~)는 에스토니아의 배우이다.
엘마는 1971년 당시 에스토니아 소비에트 사회주의 공화국의 수도인 탈린에서 태어났다.

## 작품 목록

### 영화
- 11월 (2017년)
- 더 데이 댓 콘퓨즈드 (2016년)
- 로우클리 (2015년)
- 퍼지 (2012년) - 얀 베르그 역
- 60 세컨즈 오브 솔리튜드 인 이어 제로 (2011년)
- 템테이션 오브 세인트 토니 (2009년)
- 어텀 볼 (2007년)
- 게오르그 (2007년)
- 메마른 사랑 (2006년)